# Route nationale 574
Pour les articles homonymes, voir Route nationale 574 (homonymie).
La route nationale 574, ou RN 574, est une ancienne route nationale française reliant Malaucène à Carpentras par le Mont Ventoux.

## Histoire

### Classement par la réforme de 1930

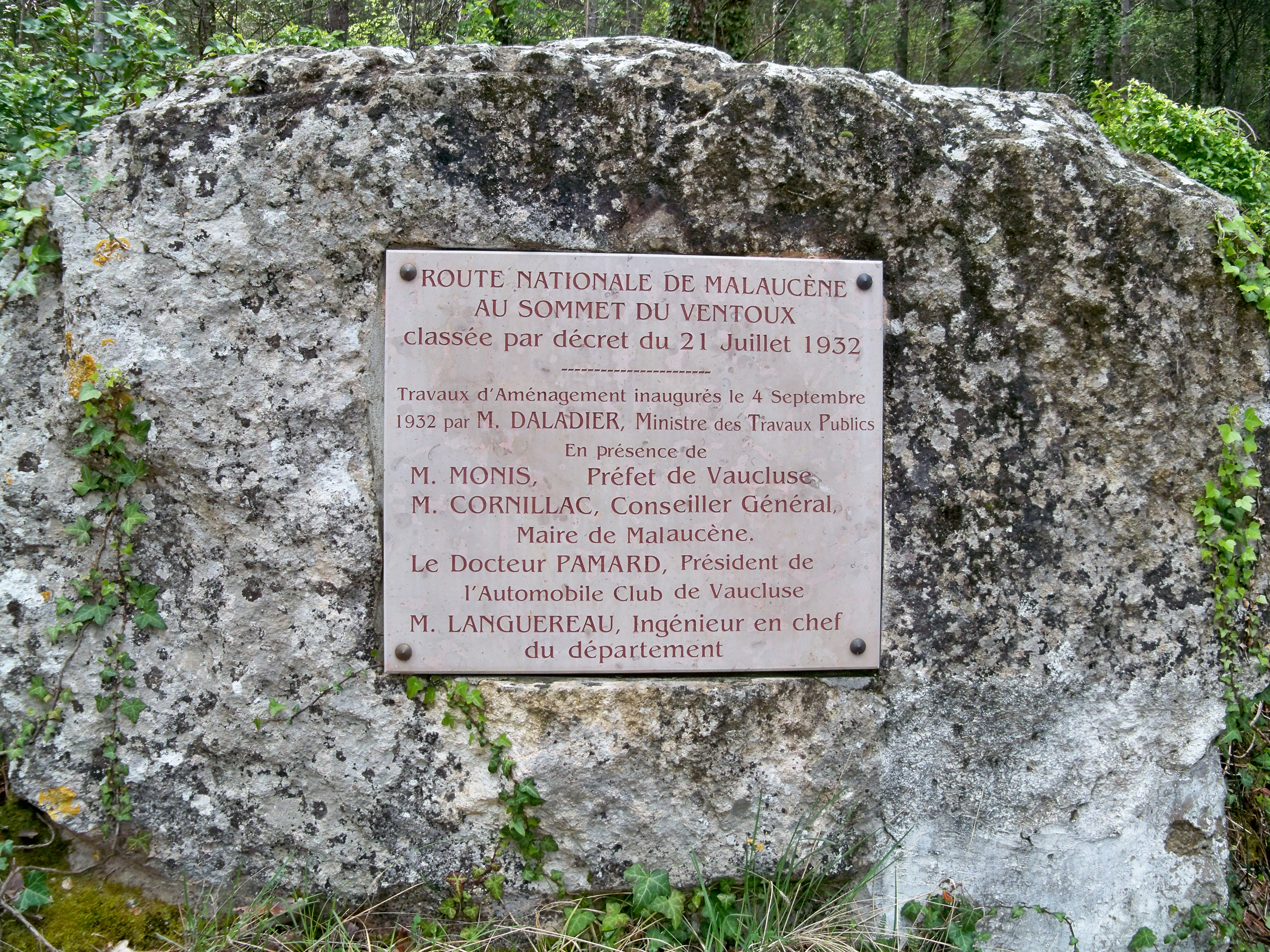
Route nationale 574 de Malaucène au sommet du Mont Ventoux, classée par décret du 21 juillet 1932

Devant l'état très dégradé du réseau routier au lendemain de la Première Guerre mondiale et l'explosion de l'industrie automobile, l'État, constatant l'incapacité des collectivités territoriales à remettre en état le réseau routier pour répondre aux attentes des usagers, décide d'en prendre en charge une partie. L'article 146 de la loi de finances du 16 avril 1930 prévoit ainsi le classement d'une longueur de l'ordre de 40 000 kilomètres de routes départementales dans le domaine public routier national.
En ce qui concerne le département de Vaucluse, ce classement devient effectif à la suite du décret du 31 décembre 1931.

### Déclassement par la réforme de 1972

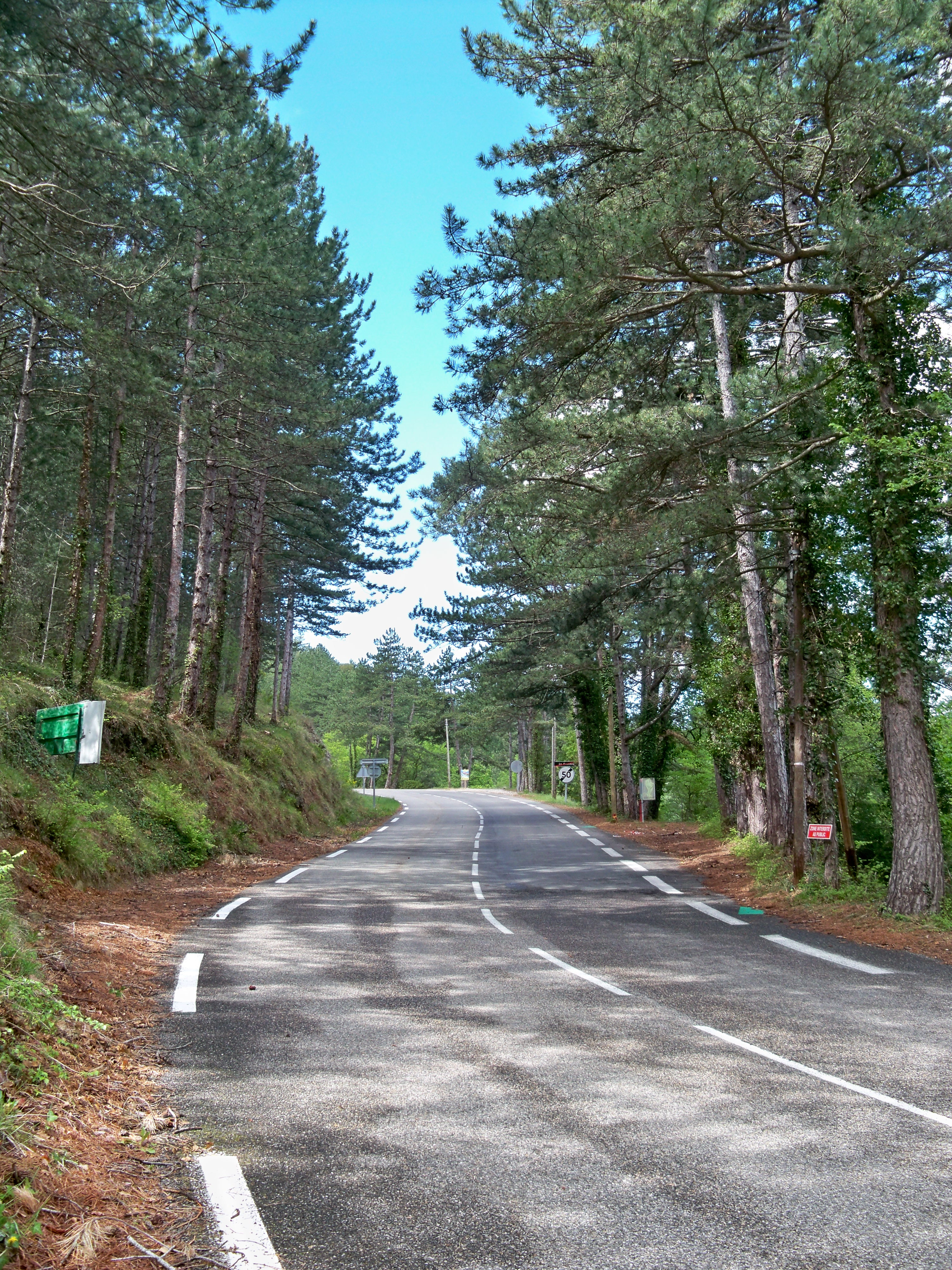
RD 974 au départ de Malaucène.

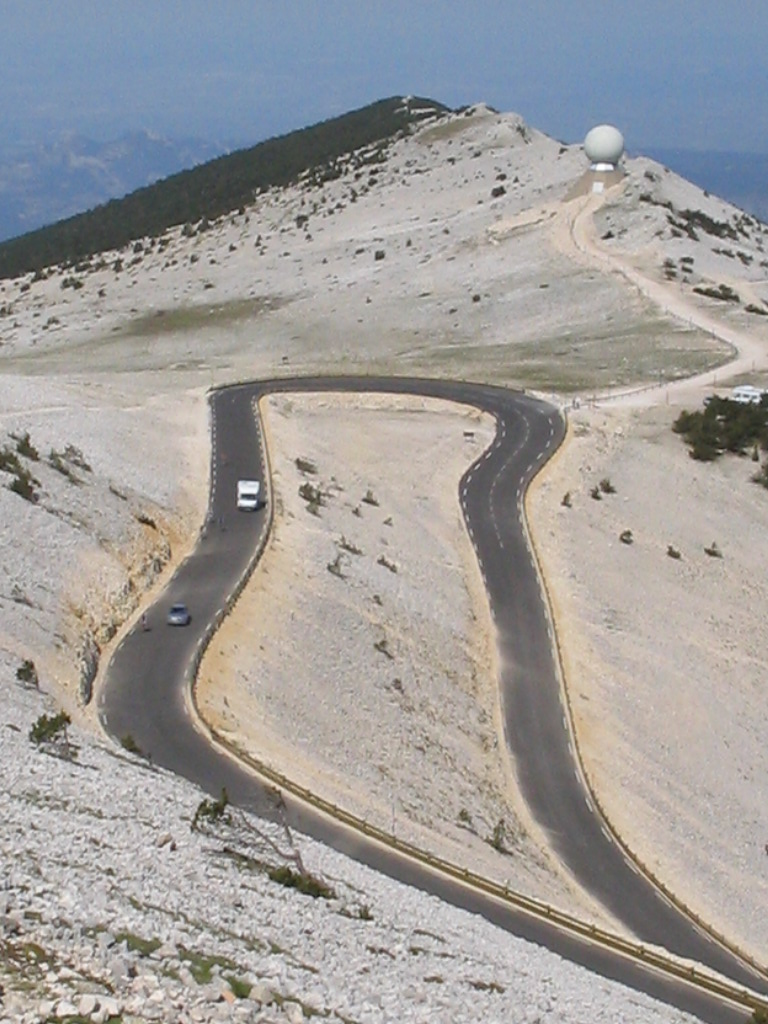
RD 974 à travers le pierrier calcaire du sommet du Ventoux.

En 1972, un mouvement inverse est décidé par l'État. La loi de finances du 29 décembre 1971 prévoit le transfert dans la voirie départementale de près de 53 000 kilomètres de routes nationales. Le but poursuivi est :
- d'obtenir une meilleure responsabilité entre l'État et les collectivités locales en fonction de l'intérêt économique des différents réseaux ;
- de permettre à l'État de concentrer ses efforts sur les principales liaisons d'intérêt national ;
- d'accroître les responsabilités des assemblées départementales dans le sens de la décentralisation souhaitée par le gouvernement ;
- d'assurer une meilleure gestion et une meilleure programmation  de l'ensemble des voies.

Le transfert s'est opéré par vagues et par l'intermédiaire de plusieurs décrets publiés au Journal officiel. Après concertation, la très grande majorité des départements a accepté le transfert qui s'est opéré dès 1972. En ce qui concerne le département de Vaucluse, le transfert est acté avec un arrêté interministériel publié au journal officiel le 28 décembre 1974.
La route nationale 574 devient alors la route départementale 974.

## Ancien tracé de Malaucène à Carpentras
- Malaucène
- Les Ramayettes, commune de Beaumont-du-Ventoux
- Mont Ventoux (1 912 m)
- Col des Tempêtes (1 824 m)
- Chalet Reynard (1 420 m)
- La Grave, commune de Bédoin
- Jas des Melettes, commune de Bédoin
- Saint-Estève, commune de Bédoin
- Les Bruns, commune de Bédoin
- Sainte-Colombe, commune de Bédoin
- Bédoin
- Souquette, commune de Saint-Pierre-de-Vassols
- Carpentras

### Bornes et panneaux

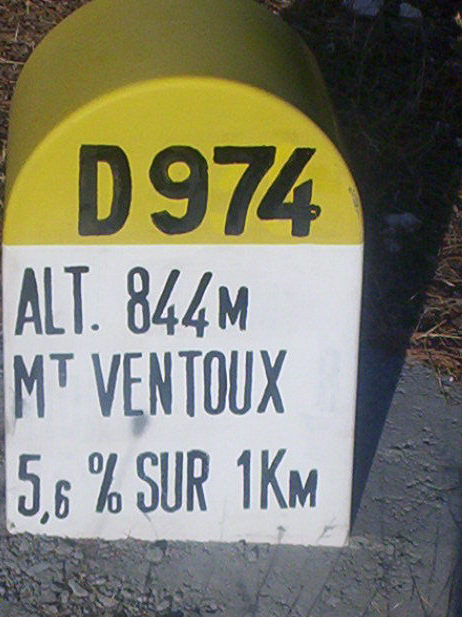
Borne.
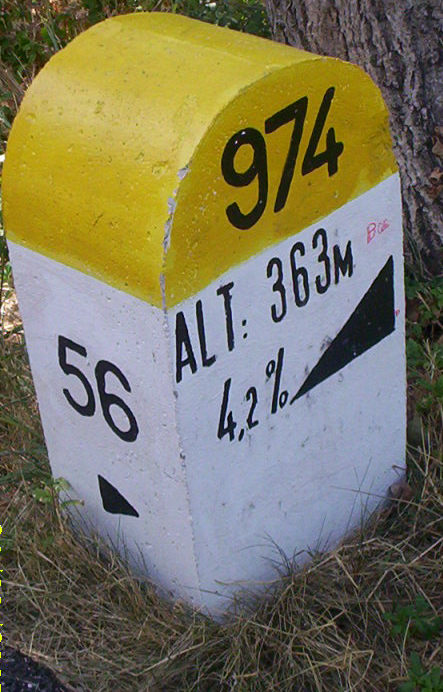
Borne.
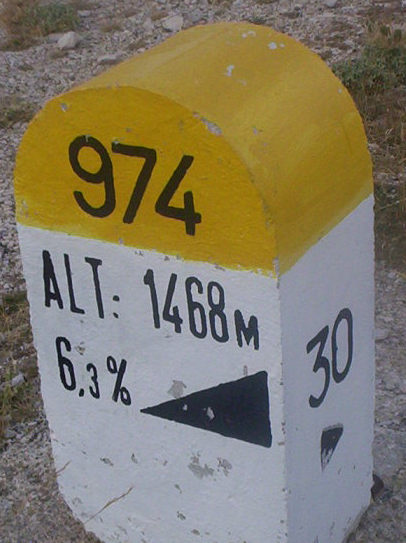
Borne.
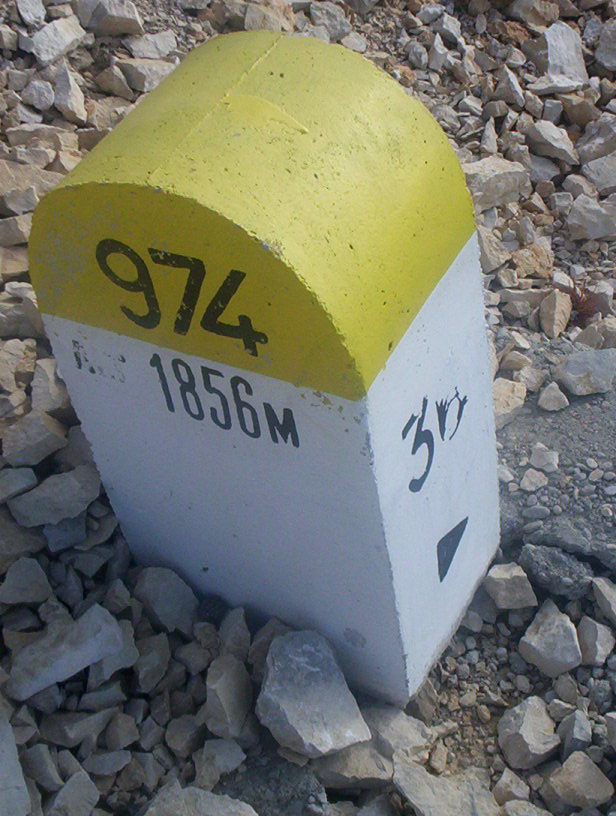
Borne.
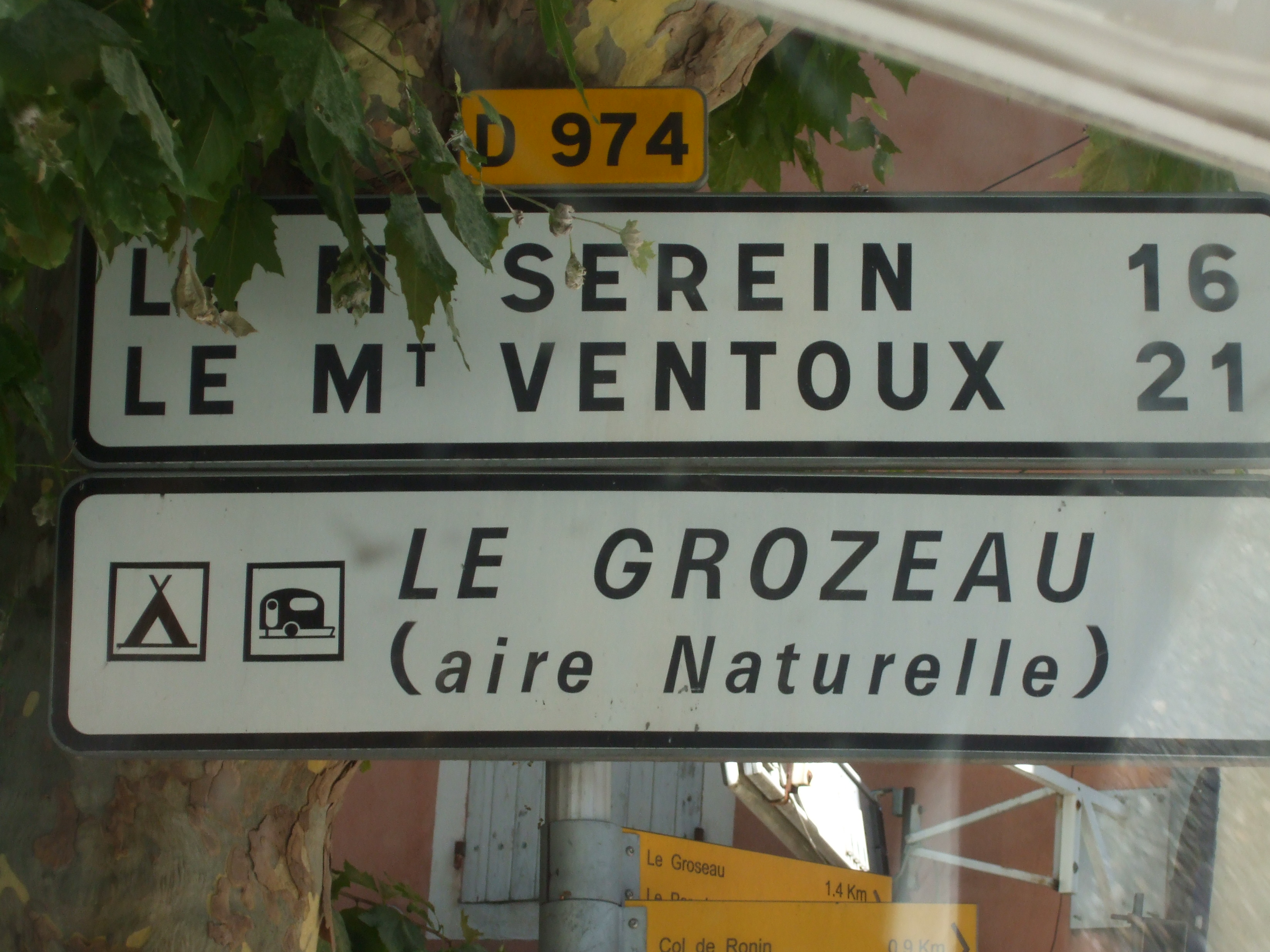
Panneau indiquant le mont Serein et le mont Ventoux à Malaucène.